# 汪有功
汪有功，字祖倩，號雪綖，明朝政治人物。南直隸歙縣（今安徽歙縣）人。

## 生平
萬曆三十二年（1604年）甲辰科進士。萬曆三十三年（1605年）担任湖廣承宣佈政使司蒲圻縣（今屬湖北省赤壁市）知縣。三十八年考選，四十年授南京四川道御史，四十一年巡视下江，四十三年巡视京營，丁憂，四十五年京察，泰昌元年補江西付理问，天启元年升行人司付，同年升尚宝司丞。

## 家族
曾祖汪文。祖父汪瓏。父汪可託。母方氏。嚴侍下。兄一元、一鵬、建功、元功、一鸾、允功。娶方氏。